# Come Back in One Piece
"Come Back in One Piece" é uma canção da cantora norte-americana Aaliyah, com participação do rapper DMX, gravada para a trilha sonora do filme Romeo Must Die (2000). Foi escrita por DMX, Stephen Garrett, Irv Gotti, Rob Meys, George Clinton, Bernie Worrell e William Collins, e produzida por Gotti e Lil Rob. A canção foi lançada como segundo single oficial da trilha sonora em 6 de junho de 2000, pela Blackground Records e Virgin Records.
Após seu lançamento, "Come Back in One Piece" recebeu avaliações geralmente favoráveis dos críticos musicais, com muitos aclamando a química entre Aaliyah e DMX. No entanto, a canção falhou em entrar na Billboard Hot 100, ao invés ingressando na 17ª posição da extensão do gráfico, Bubbling Under Hot 100 Singles. Internacionalmente, a canção foi lançada como single duplo com "I Don't Wanna". O videoclipe foi dirigido por Little X e contém um tema urbano "autêntico", mesclado com cenas de Romeo Must Die.

## Antecedentes
Em 1999, Aaliyah conquistou seu primeiro papel nos cinemas com o filme Romeo Must Die, lançado em 22 de Março de 2000. Uma adaptação solta de Romeu e Julieta de William Shakespeare, Aaliyah estrelou junto ao artista de artes marciais Jet Li, interpretando um casal que se apaixona no meio de uma guerra entre suas famílias. O filme faturou 18.6 milhões de dólares em sua primeira semana, atingindo a segunda posição do box office. Além de atuar, Aaliyah trabalhou como produtora executiva da trilha sonora do filme, na qual ela contribuiu com quatro faixas. Aaliyah revelou que o time de produção "na verdade conversou sobre a trilha sonora antes mesmo das gravações do filme iniciarem". Numa entrevista para a Billboard em 2011, DMX afirmou que Aaliyah e o produtor de Romeu tem que Morrer, Joel Silver, pessoalmente o chamaram para fazer parte do filme. "Quando eu estava em turnê, ela e o Joel Silve vieram ao meu camarim querendo saber se eu gostaria de participar do filme". Ele então disse, "A maioria das pessoas teriam pedido a terceiros para fazer uma ligação, mas ela foi pessoalmente. Eu fiquei tipo, 'Isso é uma pegadinha? Você tem que me perguntar se eu quero participar de um filme com Aaliyah? Claro que sim'. Então nos encontramos em Vancouver para gravar Romeu tem que Morrer".

## Composição e interpretação lírica
De acordo com Chuck Taylor da Billboard em "Come Back in One Piece", Aaliyah está "desempenhando o papel da namorada preocupada que se preocupa com as ações de seu amante, mas ela entende o que ele tem que fazer". Quentin B. Huff do PopMatters mencionou, "Em 'Come Back in One Piece', o papel de Aaliyah é a preocupada devotada. Ela teme pela segurança de seu homem quando ele sai à noite. 'Eu quase não durmo', ela canta, quase sem fôlego. Ele apenas ligaria para que ela soubesse que ele não está "em perigo", o verso e o refrão de Aaliyah são apelos para que ele verifique com ela e "volte inteiro". Elas também são orações, eu acho, porque ela sabe que ele não fará o check-in e todas as promessas que ele fizer de voltar para casa em segurança estão longe de serem garantidas. O rap de DMX é curto em garantias. Com versos como: "Me deixa ir, volto, não tenho tempo para convencer", ele parece estar com muita pressa para consolá-la".
A canção contém sample de "Sir Nose D'Voidoffunk" do grupo Parliament, presente no álbum Funkentelechy vs. the Placebo Syndrome (1977).

## Recepção da crítica
Em sua análise da música, Chuck Taylor da Billboard expressou que, embora Aaliyah e DMX fossem completamente opostos um do outro, o improvável par funcionou para transmitir a mensagem da música. "Embora as duas estrelas não pudessem ser mais opostas -Aaliyah com seus tons aveludados e movimentos suaves, e DMX, que é conhecido por seu fluxo áspero e sujo- O contraste funciona para transmitir o tema da música". Em 2016, a Complex compilou uma lista das melhores músicas de Aaliyah e "Come Back in One Piece" foi destaque na lista. De acordo com o escritor da Complex Jacob Moore, "O que fez a música funcionar tão bem não foi apenas DMX usando metáforas de cachorro para proclamar lealdade por sua garota, foi Aaliyah conhecendo-o em algum lugar no meio". Ele então disse: "Quando ela cantou "Come Back in One Piece”, ela fez isso como se realmente entendesse que todas as coisas, mesmo DMX, são mais complicadas do que parecem". Bianca Gracie, do Fuse, sentiu que o uso do sample do grupo Parliament equilibrou o "fluxo violento" de DMX com a "melodia doce como mel" de Aaliyah. Quentin B. Huff, do PopMatters, elogiou a música, dizendo: "Gosto que a música não tente encerrar as coisas com um encontro de mentes. Em vez disso, os dois lados estão arraigados em suas posições, forçando-os a concordar em discordar. Eu suspeito que as duas personalidades nesta música discutiriam muito, e há um pouco de realismo nisso".

## Clipe

### Antecedentes
O videoclipe de "Come Back in One Piece" foi dirigido por Little X em Março de 2000, na cidade natal de DMX, Yonkers e Mount Vernon em Nova York. O diretor queria que o clipe tivesse uma autêntica vibe de rua. Ao comentar sobre o tema do videoclipe para a MTV, Little X disse "Eu apenas tentei gravar a vizinhança de DMX, uma região da qual ele é, porque quando você faz algo street, tem que ser autêntico". Numa entrevista para a Billboard em 2011, DMX discutiu sobre a gravação do clipe de "Come Back in One Piece" com Aaliyah. DMX afirmou "Fizemos o clipe em Mount Vernon e Yonkers. Eu levei Aaliyah para a vizinhança, nem todo mundo pode dizer isso".

### Recepção
O videoclipe de "Come Back in One Piece" estreou no canal BET durante a semana de 17 de abril de 2000. Durante a semana de 1º de maio de 2000, o clipe estreou no The Box e tornou-se o décimo quinto clipe mais tocado no BET. Um mês depois, na semana de 26 de junho de 2000, o clipe foi o 27º mais reproduzido na MTV.

## Tabelas musicais

### Tabelas semanais
| Tabelas semanais (2000-2001)                                | Melhor posição |
| ----------------------------------------------------------- | -------------- |
| Estados Unidos - Bubbling Under Hot 100 Singles (Billboard) | 17             |
| Estados Unidos - Hot R&B/Hip-Hop Songs (Billboard)          | 36             |
| Estados Unidos - Rap Airplay (Billboard)                    | 11             |
| Estados Unidos - R&B/Hip-Hop Streaming Songs (Billboard)    | 41             |
| Estados Unidos - US Rhytmic (Billboard)                     | 39             |
| Países Baixos (Dutch Top 40)                                | 4              |
| Países Baixos (Single Top 100)                              | 59             |